# FA Cup 1956-1957
La FA Cup 1956-1957 fu la 76ª edizione del più antico torneo calcistico del mondo. L'Aston Villa vinse il trofeo, dopo aver battuto il Manchester United per 2 - 1 nella finale di Wembley, davanti ad un pubblico di 100.000 persone.

## Finale
| Arbitro: | F. Coultas |

|                   |           |            |
| McParland 68’ 73’ | Marcatori | 83’ Taylor |